# Sygeforsikring
En sygeforsikring er en forsikring, der garanterer den forsikrede sundhedsfaglig hjælp i fuldt eller delvist omfang. Sygeforsikringer kan være både i offentligt og privat regi.
| Økonomi | Spire Denne artikel om økonomi er en spire som bør udbygges. Du er velkommen til at hjælpe Wikipedia ved at udvide den. |